# Edward Bosnar
Edward Bosnar (Sydney, 29 aprile 1980) è un calciatore australiano, difensore del Sydney United 58.

## Carriera

### Club
Ha giocato con numerose squadre, per poi trasferirsi, nel 2010 allo Shimizu S-Pulse in Giappone. Nel 2013 ha messo a segno un gol da centrocampo su calcio di punizione.

### Nazionale
Ha rappresentato anche la Nazionale australiana Under-20 nel 1999.